# Назир Ахмад Хафиз
Назир Ахмад Хафиз Дехлви (хинди नज़ीर अहमद देहलवी; 6 декабря 1831 или 1836, дер. Рехар, округ Биджнор, Уттар-Прадеш, Британская Индия — 3 мая 1912, Дели — индийский мусульманский писатель

, переводчик, общественно-религиозный реформатор.

## Биография
Сын сельского учителя медресе. Получил домашнее классическое для мусульман образование, изучил арабский и персидский языки. В 1842 году переехал в Дели (отсюда прозвище Дехлеви — Делийский), где учился в заведении Абд-уль-Халик при мечети. В 1846—1853 годах обучался в Делийском колледже у известного арабского учёного Мамлюка Али.
После окончания колледжа некоторое время работал преподавателем арабского языка, а в 1854 году перешёл на службу в Британскую Ост-Индскую компанию. В 1856 году получил должность заместителя инспектора в Департаменте народного образование в Канпуре, в 1857 году переведен в Аурангабад на ту же должность. В 1860-х годах занимал административные должности в Северо-Западных провинциях (современный штат Уттар-Прадеш).
Выступал за преодоление невежества, безграмотности, за права мусульманских женщин, в частности получение ими образования.
В 1877 году перешёл на службу к Асафу Джаху VI, низаму уль-мульк Хайдарабада. В 1884 году вышел в отставку и вернулся в Дели.
В 1910 году стал почётным профессором Пенджабского университета. Умер в Дели в 1912 году.

## Творчество
Назир Ахмад Хафиз — один из первых авторов рассказов, повестей и романов (в европейском понимании этих терминов) в литературе урду в середине и второй половине XIX века.
Его творчество характеризуется значительной степенью тенденциозности, малозначимостью традиционных любовных фабул, преобладанием диалогической формы и известным реализмом в обрисовке характеров.
Первым его произведением был семейно-бытовой роман «Зеркало невесты» («Mīr’āt ul Urus» , 1869). Этот роман, как и роман «Созвездие Большой Медведицы» («Banat и Naā’ash Ru’yā — i Sādigā», 1872), был посвящён пропаганде образования среди женщин, утверждению их социального статуса в обществе, осуждению таких консервативных обычаев, как затворничество, многоженство. В дилогии отражены многие пункты просветительской программы того времени, чётко видны следы знакомства автора с литературой Европейского Просвещения.
Назир Ахмаду принадлежит ряд произведений морализаторского характера («Покаяние насухо», «Айям» и т. п.), где образцом выступает человек укрощённых страстей, обладатель обычных человеческих добродетелей.
В своем романе «Ибн уль-Вакта» писатель поднял одну из насущных тем того времени — это взаимоотношения новой индийской интеллигенции с английскими властями и с коренным индийским народом. Автор показывает иллюзорность веры в возможность духовного и идеологического братания индийца с колониальными властями.
Кроме того, он был автором сборников произведений для детей — «Рассказы и повести» и «Жестокий волк».
Назир Ахмад Хафиз — один из переводчиков Корана на язык урду.